# 자드송
자드송 호드리게스 다 시우바(포르투갈어: Jádson Rodrigues da Silva, 1983년 10월 5일 ~ )는 자드송(포르투갈어: Jádson)으로 잘 알려진 브라질의 축구 선수로 포지션은 공격형 미드필더이다.

## 선수 경력

### 코린치앙스
2014년 2월 5일 자드송은 상파울루 FC에서 코린치앙스로 이적했다.
2015시즌 캄페오나투 브라질레이루 세리이 A에서 자드송은 도움왕을 차지했으며 득점 부분에서도 3위에 이름을 올렸다.